# Ла Меса (Њу Мексико)
Ла Меса (енгл. La Mesa) насељено је место без административног статуса у америчкој савезној држави Њу Мексико.

## Демографија
По попису из 2010. године број становника је 728.
| Група             | 2000.    | 2010.       |
| Белци             | 0 (0,0%) | 101 (13,9%) |
| Афроамериканци    | 0 (0,0%) | 0 (0,0%)    |
| Азијати           | 0 (0,0%) | 0 (0,0%)    |
| Хиспаноамериканци | 0 (0,0%) | 615 (84,5%) |
| Укупно            | 0        | 728         |